# Sagrada Coração de Jesus (Becora)

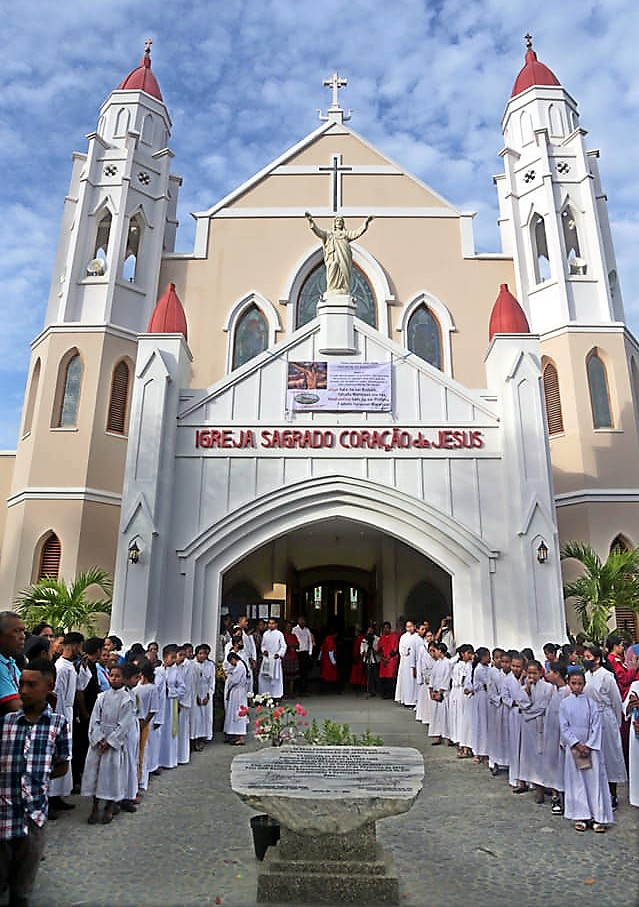
Sagrada Coração de Jesus in Becora (2022)

Sagrada Coração de Jesus (deutsch Herz-Jesu-Kirche) ist die Pfarrkirche im osttimoresischen Suco Becora (Verwaltungsamt Cristo Rei), im Osten der Landeshauptstadt Dili. Die Kirche steht an der Südseite der Avenida de Becora im Nordwesten der Aldeia Becusi Centro. Der Pfarrsaal der Kirchengemeinde befindet sich auf der gegenüberliegenden Straßenseite in der Aldeia Maucocomate.
Die Pfarrgemeinde wurde 1965 als dritte Pfarrgemeinde Dilis gegründet.
Am 21. November 2021 weihte Erzbischof Virgílio do Carmo da Silva die heutige Kirche ein, die den alten Bau ersetzte. Begonnen wurde der Neubau 2013. Er kostete 2,1 Millionen US-Dollar. Über dem Kirchenportal thront eine Jesusstatue, zwei Türme flankieren den Eingang. Bis zu seinem Tod war Domingos da Silva Soares Pfarrer der Gemeinde.

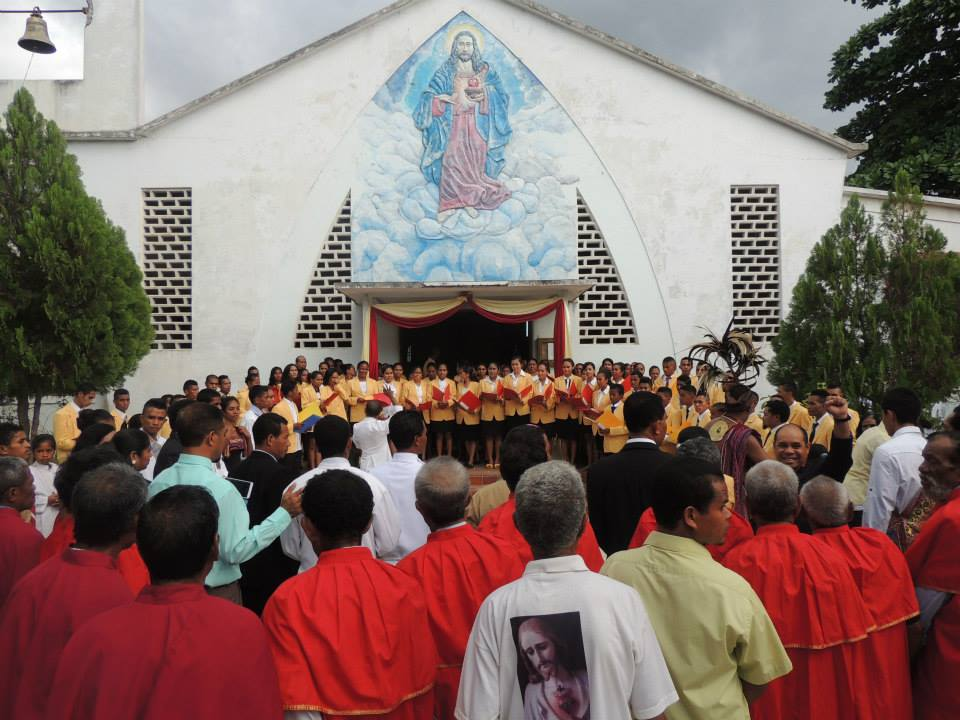
Die alte Herz-Jesu-Kirche von Becora beim 50-jährigen Jubiläum der Pfarrei (2015)
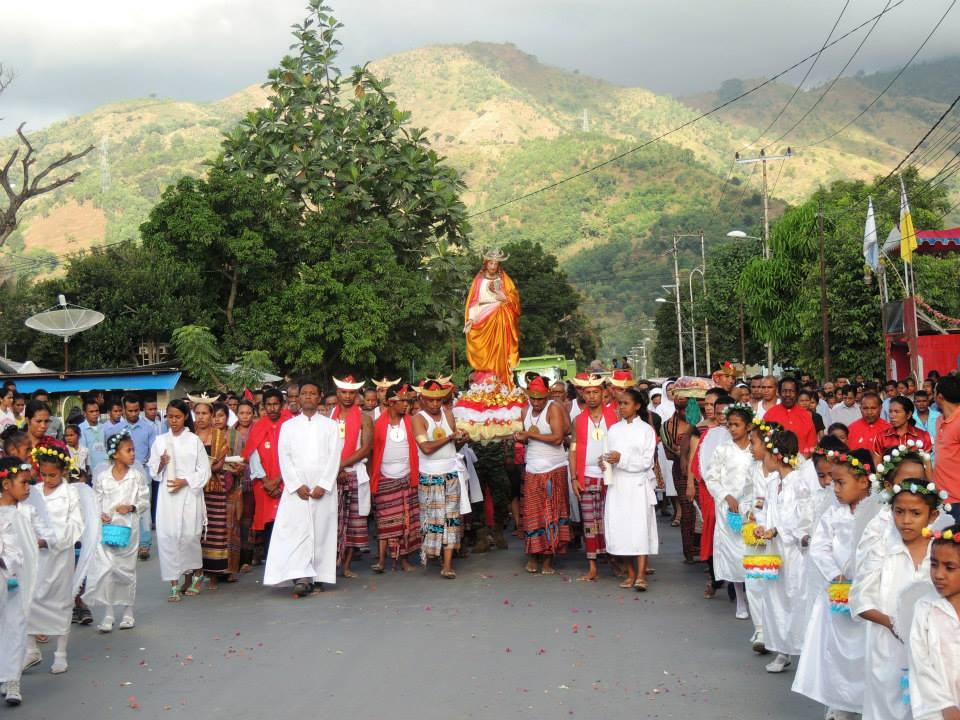
Prozession (2015)
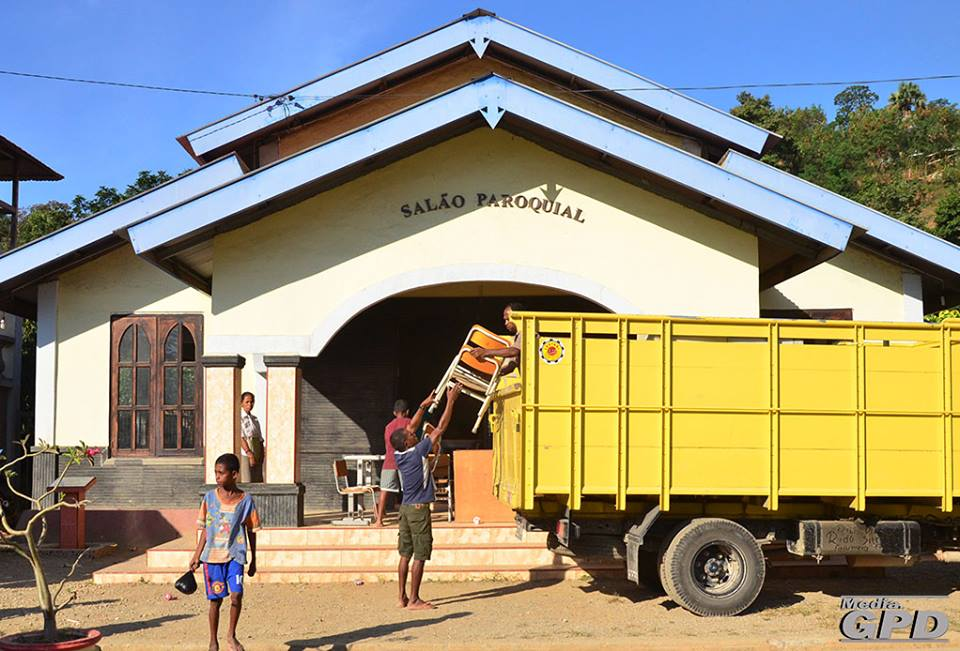
Der Pfarrsaal